# 莫斯·克里斯蒂
莫斯·克里斯蒂（英語：Moss Christie，1901年9月18日—1978年12月19日），澳大利亚男子游泳运动员。他曾代表澳大利亚参加1924年夏季奥林匹克运动会游泳比赛，获得男子4×200米自由泳接力银牌。